# Passage de Dartford
 (juillet 2021).
La mise en forme du texte ne suit pas les recommandations de Wikipédia : il faut le « wikifier ».
Les points d'amélioration suivants sont les cas les plus fréquents :
- Les titres sont pré-formatés par le logiciel. Ils ne sont ni en capitales, ni en gras.
- Le texte ne doit pas être écrit en capitales (les noms de famille non plus), ni en gras, ni en italique, ni en « petit »…
- Le gras n'est utilisé que pour surligner le titre de l'article dans l'introduction, une seule fois.
- L'italique est rarement utilisé : mots en langue étrangère, titres d'œuvres, noms de bateaux, etc.
- Les citations ne sont pas en italique mais en corps de texte normal. Elles sont entourées par des guillemets français : « et ».
- Les listes à puces sont à éviter, des paragraphes rédigés étant largement préférés. Les tableaux sont à réserver à la présentation de données structurées (résultats, etc.).
- Les appels de note de bas de page (petits chiffres en exposant, introduits par l'outil «  Source ») sont à placer entre la fin de phrase et le point final[comme ça].
- Les liens internes (vers d'autres articles de Wikipédia) sont à choisir avec parcimonie. Créez des liens vers des articles approfondissant le sujet. Les termes génériques sans rapport avec le sujet sont à éviter, ainsi que les répétitions de liens vers un même terme.
- Les liens externes sont à placer uniquement dans une section « Liens externes », à la fin de l'article. Ces liens sont à choisir avec parcimonie suivant les règles définies. Si un lien sert de source à l'article, son insertion dans le texte est à faire par les notes de bas de page.
- La présentation des références doit suivre les conventions bibliographiques. Il est recommandé d'utiliser les modèles {{Ouvrage}}, {{Chapitre}}, {{Article}}, {{Lien web}} et/ou {{Bibliographie}}. Le mode d'édition visuel peut mettre en forme automatiquement les références.
- Insérer une infobox (cadre d'informations à droite) n'est pas obligatoire pour parachever la mise en page.

Pour une aide détaillée, merci de consulter Aide:Wikification.
Si vous pensez que ces points ont été résolus, vous pouvez retirer ce bandeau et améliorer la mise en forme d'un autre article.
Le passage de Dartford est un important passage routier de la Tamise en Angleterre, portant la route A282 entre Dartford dans le Kent au sud et Thurrock dans l'Essex au nord. Il se compose de deux tunnels forés et du pont à haubans Queen Elizabeth II . Seul passage routier fixe de la Tamise à l'est du Grand Londres, c'est le passage estuarien le plus fréquenté du Royaume-Uni, avec une utilisation quotidienne moyenne de plus de 130 000 véhicules. Le passage a été ouvert par étapes : le tunnel ouest en 1963, le tunnel est en 1980 et le pont en 1991. Le passage, bien que n'étant pas officiellement désigné comme une autoroute, est considéré comme faisant partie du tracé de l'autoroute M25. Décrit comme l'un des passages routiers les plus importants de Grande-Bretagne, il souffre d'un trafic dense et d'embouteillages.
Le passage a toujours été payant, et bien que le coût de la construction ait été remboursé depuis, le péage a été conservé. Depuis 2008, il est gratuit de 22 h à 6 h. Un système de reconnaissance automatique des plaques d'immatriculation nommé Dart Charge a commencé en novembre 2014. En conséquence, les kiosques du côté du Kent ont été supprimés et la redevance n'est désormais payable qu'en ligne, par la poste ou dans certains points de vente participants. 

## Emplacement
La traversée enjambe la Tamise entre Dartford, Kent, au sud et Thurrock, Essex, au nord. C'est à environ 32 km à l'est du centre de Londres, en dehors des limites du Grand Londres. Les deux tunnels mesurent 1 430 m de long, tandis que le pont à haubans mesure 137 m de haut avec une portée principale de 450 m. Une limitation de vitesse de 50 miles par heure (80 km/h) est en place dans les deux sens. La ligne ferroviaire à grande vitesse 1, entre les gares internationales de St Pancras et d'Ebbsfleet, passe sous les routes d'accès au croisement du côté nord de la rivière, à un angle presque droit.
La capacité nominale est de 135 000 véhicules par jour, mais en pratique, le passage en transporte environ 160 000. Il a été décrit par la Highways Agency comme « un lien de transport vital pour les économies nationale et du Sud-Est », et comme « un élément crucial du réseau routier stratégique du pays » par l'ancien secrétaire d'État aux Transports, Patrick McLoughlin. Il est signalé comme une destination majeure sur la route orbitale de Londres, la M25, bien que le passage à niveau et sa route d'approche soient une route polyvalente (l'A282).